# トワイライト (バフィーの登場人物)
トワイライト (Twilight) は、アメリカ合衆国のテレビドラマ『バフィー 〜恋する十字架〜』のコミック版である第8シーズンに登場する架空の人物。

## 特徴
- 常に覆面をしており、空を飛ぶことができる。
- 胸に薄暮をデザインしたスーツを着ている。
- トワイライト・グループのリーダー。

## エピソード
初登場は『The Long Way Home』。ここでは足のみが登場する。全身を現したのはコミック『No Future for You』。
『A Beautiful Sunset』でサツと喧嘩していたバフィーを襲う。
コミック『Twilight Part2』でバフィーに対し自らの正体を明かす。

## 関連する人物
エイミー・マディソン
魔女。
ウォーレン・ミアーズ
魔法使い。
ライリー・フィン
トワイライト・グループの幹部。